# Thomson Reuters
Pour les articles homonymes, voir Thomson et Reuters (homonymie).
Thomson Reuters est une agence de presse canado-britannique et une société d'édition professionnelle, financière et juridique principalement.
Le groupe détient notamment l'agence de presse Reuters et fournit plusieurs services de veille juridique aux gouvernements, cabinets d'avocats, et grandes entreprises. Depuis 2020, Thomson Reuters est l'un des trois premiers conglomérats d'édition mondiaux, avec RELX Group et Pearson.
Juridiquement, la société Thomson Reuters est une société combinée : elle est constituée de Thomson Reuters Corporation, une société canadienne et de Thomson Reuters PLC, une société britannique.
Thomson Reuters est une filiale de Woodbridge Company, société de la famille Thomson qui contrôle également The Globe and Mail.
Le siège de Thomson Reuters est établi à Toronto.

## Histoire
Entre 2007 et 2008, The Thomson Corporation rachète l'agence Reuters pour environ 12,7 milliards d'euros, dans le but de constituer l'un des leaders mondiaux de l'information financière, totalisant 34 % de parts de marché, juste devant le précédent leader, Bloomberg (33 %).
Le groupe Thomson Reuters a vu le jour le 17 avril 2008, après de longues séries de négociations qui se sont déroulées sur une période d’un an environ. En raison de la taille acquise par le nouveau groupe, notamment dans la diffusion de données de marché, le projet de fusion a été examiné par les États-Unis et la Commission européenne.
La principale solution préconisée par le Ministère américain de la Justice et la Commission européenne est que Thomson Reuters s’engage à vendre des informations, des données numériques et des bases de données à des professionnels tels que des avocats, des scientifiques ou des traders.
Avec la création de ce nouveau groupe, Thomson Reuters est entré en concurrence directe avec Bloomberg, groupe spécialisé dans le secteur financier. Bloomberg et Thomson Reuters détiennent chacun environ un tiers du marché mondial des données financières. Auparavant, l’information financière était largement dominée par Bloomberg (33 %), qui devançait Reuters (23 %) et Thomson (11 %).
En 2013, Thomson Reuters annonce un vaste plan de restructuration avec une réduction de 4 500 emplois dans sa division finance en 2014 par rapport à 2012, en plus d'une réduction de 5 % de ses effectifs dans sa division agence de presse.
En juillet 2016, Thomson Reuters annonce la vente ses activités dans l'information scientifique et autour de la propriété intellectuelle, qui emploient 3 200 personnes, pour 3,55 milliards de dollars aux fonds Onex Corp et Baring Private Equity Asia, qui crée une nouvelle entité, Clarivate.
En novembre 2016, Thomson Reuters annonce un plan de restructuration provoquant la suppression de 2 000 postes, principalement dans sa division dédiée à la finance et aux entreprises.
En janvier 2018, Thomson Reuters vend une participation de 55 % de ses activités financières à un consortium de fonds d'investissement mené par Blackstone. Cette opération valorisent ces activités à environ 20 milliards de dollars.

## Principaux actionnaires
Au 22 mars 2020.
| The Woodbridge                     | 65,5% |
| Royal Bank of Canada               | 7,87% |
| Jarislowsky, Fraser                | 1,92% |
| Harris Associates                  | 1,57% |
| MFS Investment Management Canada   | 1,55% |
| Fidelity (Canada) Asset Management | 1,50% |
| BMO Capital Markets                | 1,41% |
| The Vanguard Group                 | 1,08% |
| ValueAct Capital Management        | 1,02% |

## Acquisitions
Thomson Reuters est une société qui a fait de nombreuses acquisitions. Parmi celles-ci, on peut citer :
- 2009
  - En juillet, Thomson Reuters acquiert Streamlogics[10].
  - En août, Thomson Reuters achète Vhayu Technologies. Vhayu est un fournisseur de data services sur matières premières.
  - Le 21 septembre, Thomson Reuters achète Hugin Group, le groupe de distribution et de relations publiques de NYSE Euronext[11].
  - En septembre, Thomson Reuters achète aussi Abacus software à Deloitte[12].
  - En octobre, Thomson Reuters acquiert Breaking Views[13].
  - En novembre, Thomson Reuters acquiert Sabrix Inc[14].
- 2010
  - En janvier,Thomson Reuters acquiert Discovery Logic[15].
  - En février, Thomson Reuters acquiert Aegisoft LLC.
  - En mai, Thomson Reuters acquiert Point Carbon A/S[16].
  - En juin, Thomson Reuters acquiert Complinet[17].
  - En octobre, Thomson Reuters acquiert Serengeti Law.
  - Le 22 novembre, Thomson Reuters acquiert Pangea3.
  - En novembre, Thomson Reuters acquiert aussi GeneGo[18].
- 2011
  - Le 20 juin, Thomson Reuters acquiert CorpSmart à Deloitte[19].
  - Le 18 juillet, Thomson Reuters acquiert Manatron à Thoma Bravo[20].
  - En août 2011, Thomson Reuters acquiert GFMS[21].
  - En décembre, Thomson Reuters acquiert Emochila[22].
- 2012
  - En janvier 2012, Thomson Reuters acquiert Dr Tax[23],[24].
  - En février 2012, Thomson Reuters acquiert RedEgg[25].
  - Le 22 mars, Thomson Reuters acquiert BizActions[26].
  - Le 8 juin, Thomson Reuters acquiert Apsmart[27].
  - Le 25 juin, Thomson Reuters acquiert Zawya Limited[28].
  - Le 10 juillet, Thomson Reuters acquiert FX Alliance Inc.[29]
  - En juillet, Thomson Reuters acquiert Dofiscal[30].
  - Le 26 juillet, Thomson Reuters acquiert MarkMonitor[31], une société créée en 1999 qui développe des logiciels de protection Internet de marques et de services[32].
- 2013
  - Le 3 janvier, Thomson acquiert Practical Law Company[33].
  - Le 16 avril, Thomson Reuters acquiert Select TaxWorks Assets à RedGear Technologies[34].
  - Le 6 juin, Thomson Reuters acquiert Pricing Partners, un éditeur de logiciel de librairies mathématiques de modèles financiers et un fournisseur de valorisation indépendante[35].
  - Le 2 juillet, Thomson Reuters acquiert le business foreign exchange options de Tradeweb[36].
  - Le 16 août, Thomson Reuters acquiert SigmaGenix[37].
  - Le 18 août, Thomson Reuters acquiert une part majoritaire dans Omnesys Technologies[38] et finalise l'acquisition le 16 septembre de cette même année[39].
  - En août, Thomson Reuters acquiert WeComply[40].
  - Le 10 septembre, Thomson Reuters acquiert la division CPE et CPA de Bisk Education Inc[41] and Kortes[42].
  - Le 23 octobre, Thomson Reuters acquiert Entagen[43].
  - Le 10 décembre, Thomson Reuters acquiert Avedas[44].
- 2014
  - En février, Thomson Reuters acquiert Brazil's Domínio Sistemas[45].
  - Le 1er Juillet,Thomson Reuters acquiert l'indice convertible d'UBS[46].
- 2015
  - En janvier, Thomson Reuters acquiert K'Origin[47].
  - En septembre, Thomson Reuters acquiert Business Integrity[48].
- 2016
  - En avril, Thomson Reuters acquiert l'indice Wm Reuters Foreign Exchange à State Street Corporation[49].
  - En juillet, Thomson Reuters a annoncé qu'elle vendrait ses activités de propriété intellectuelle et relatives à la science (y compris Web of Science, MarkMonitor et EndNote à des fonds d'investissement[50]). La nouvelle société indépendante a pris le nom de Clarivate Analytics[51].

## Dirigeants
Le président est David Thomson, ancien président de Thomson.
James Smith, le Chief executive officer de Thomson Reuters, siège aussi au conseil d'administration du laboratoire Merck.

## Pratiques restrictives
En novembre 2009, la Commission européenne a ouvert une procédure formelle en matière de pratiques restrictives contre Thomson Reuters, en raison d'une suspicion d'infraction aux règles du traité CE sur l'abus de position dominante (article 82). La Commission a réalisé une enquête sur les pratiques de Thomson Reuters dans le domaine des flux de données de marché en temps réel, notamment en vue de déterminer si les clients ou les concurrents étaient empêchés de convertir les codes d'instruments financiers de Reuters (RIC) en codes d'identification alternatifs utilisés par d'autres fournisseurs de flux de données (par un système dit «d'association») au détriment de la concurrence.
En décembre 2012, la Commission européenne a adopté une décision qui rend juridiquement contraignants les engagements proposés par Thomson Reuters visant à créer une nouvelle licence (« ERL ») permettant aux clients d'utiliser, moyennant une redevance mensuelle, les codes d’instruments financiers de Reuters (les « RIC ») pour les données obtenues auprès des concurrents de Thomson Reuters. Si Thomson Reuters devait manquer à ses engagements, la Commission pourrait lui infliger une amende allant jusqu'à 10 % de son chiffre d’affaires total annuel, sans avoir à prouver l’existence d’une quelconque infraction aux règles de concurrence de l'UE.